# Jardin botanique national du pays de Galles
Le jardin botanique national du pays de Galles (en anglais National Botanic Garden of Wales) (NBGW) est situé près de Llanarthney la vallée du Towy dans le Carmarthenshire, au pays de Galles.

## Histoire du jardin

### Serre à travée

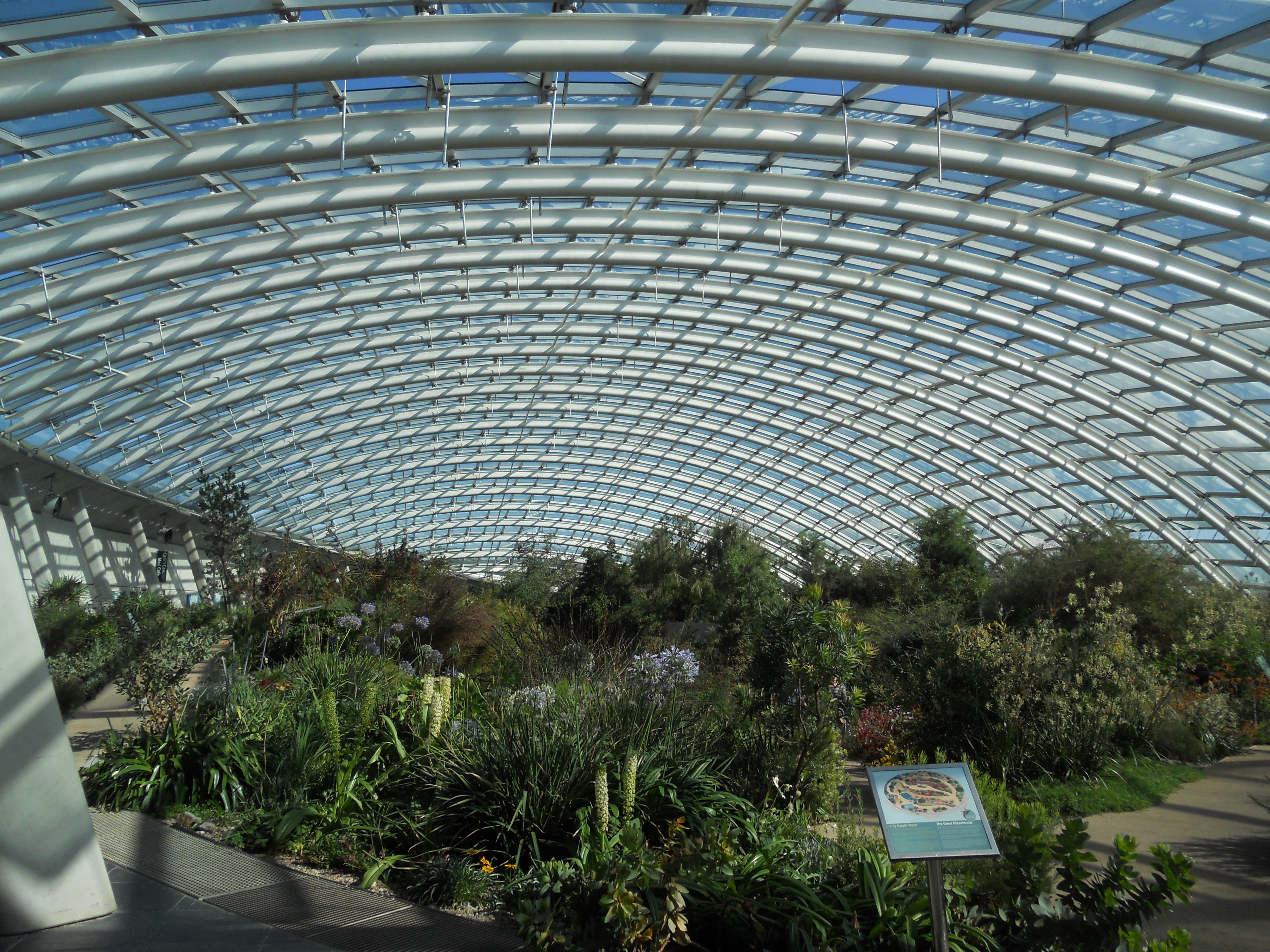
Serre du jardin botanique national du pays de Galles en août 2012.

Le jardin possède la plus grande serre, the Great Glasshouse, à travée du monde, elle reconstitue le paysage méditerranéen.